# Élections législatives de 2007 en Loir-et-Cher
Les élections législatives françaises de 2007 se déroulent les 10 et 17 juin 2007. Dans le département de Loir-et-Cher, trois députés sont à élire dans le cadre de trois circonscriptions.

## Élus
| Circonscription | Député sortant         | Parti | Parti | Député élu ou réélu    | Parti | Parti |
| --------------- | ---------------------- | ----- | ----- | ---------------------- | ----- | ----- |
| 1re             | Nicolas Perruchot      |       | UDF   | Nicolas Perruchot      |       | NC    |
| 2e              | Patrice Martin-Lalande |       | UMP   | Patrice Martin-Lalande |       | UMP   |
| 3e              | Maurice Leroy          |       | UDF   | Maurice Leroy          |       | NC    |

## Résultats

### Résultats au niveau départemental
| Parti                                            | Parti                                | Premier tour | Premier tour | Second tour | Second tour | Sièges |
| Parti                                            | Parti                                | Voix         | %            | Voix        | %           | Sièges |
| ------------------------------------------------ | ------------------------------------ | ------------ | ------------ | ----------- | ----------- | ------ |
|                                                  | Nouveau centre                       | 39 244       | 26,38        | 51 125      | 35,66       | 2      |
|                                                  | Union pour un mouvement populaire    | 22 643       | 15,22        | 26 735      | 18,65       | 1      |
|                                                  | Divers droite                        | 8 420        | 5,66         |             |             | 0      |
|                                                  | Mouvement pour la France             | 3 242        | 2,18         | 0           |             |        |
|                                                  | Majorité présidentielle              | 73 549       | 49,45        | 77 860      | 54,30       | 3      |
|                                                  |                                      |              |              |             |             |        |
|                                                  | Parti socialiste                     | 40 579       | 27,28        | 65 518      | 45,70       | 0      |
|                                                  | Les Verts                            | 5 449        | 3,66         |             |             | 0      |
|                                                  | Parti communiste français            | 5 117        | 3,44         | 0           |             |        |
|                                                  | Gauche parlementaire                 | 51 145       | 34,38        | 65 518      | 45,70       | 0      |
|                                                  |                                      |              |              |             |             |        |
|                                                  | Front national                       | 9 026        | 6,07         |             |             | 0      |
|                                                  | Extrême gauche dont LCR et LO        | 5 504        | 3,70         | 0           |             |        |
|                                                  | UDF–Mouvement démocrate              | 4 161        | 2,80         | 0           |             |        |
|                                                  | Chasse, pêche, nature et traditions  | 2 774        | 1,86         | 0           |             |        |
|                                                  | Divers écologiste dont LT-LNÉ et MÉI | 1 328        | 0,89         | 0           |             |        |
|                                                  | Divers                               | 973          | 0,65         | 0           |             |        |
|                                                  | Mouvement national républicain       | 284          | 0,19         | 0           |             |        |
|                                                  |                                      |              |              |             |             |        |
| Inscrits                                         | Inscrits                             | 241 550      | 100,00       | 241 550     | 100,00      | 3      |
| Abstentions                                      | Abstentions                          | 89 244       | 36,95        | 92 434      | 38,27       |        |
| Votants                                          | Votants                              | 152 306      | 63,05        | 149 116     | 61,73       |        |
| Blancs et nuls                                   | Blancs et nuls                       | 3 562        | 2,34         | 5 738       | 3,85        |        |
| Exprimés                                         | Exprimés                             | 148 744      | 97,66        | 143 378     | 96,15       |        |
| Source : Ministère de l'Intérieur - Loir-et-Cher |                                      |              |              |             |             |        |

### Résultats par circonscription

#### Première circonscription (Blois)
| Candidat       | Candidat                        | Parti          | Premier tour | Premier tour | Second tour | Second tour |  |
| Candidat       | Candidat                        | Parti          | Voix         | %            | Voix        | %           |  |
| -------------- | ------------------------------- | -------------- | ------------ | ------------ | ----------- | ----------- |  |
|                | Nicolas Perruchot sortant réélu | NC             | 22 932       | 42,34        | 26 418      | 50,31       |  |
|                | Geneviève Baraban               | PS             | 16 388       | 30,25        | 26 097      | 49,69       |  |
|                | Miguel de Peyrecave             | FN             | 4 043        | 7,46         |             |             |  |
|                | Catherine Fourmond              | Les Verts      | 2 619        | 4,84         |             |             |  |
|                | Marie-Anne Clément              | LCR            | 2 002        | 3,7          |             |             |  |
|                | Virginie Lacaille               | MPF            | 1 900        | 3,51         |             |             |  |
|                | Laurianne Delaporte             | PCF            | 1 698        | 3,13         |             |             |  |
|                | Emmanuelle Faure                | CPNT           | 1 025        | 1,89         |             |             |  |
|                | Sarah Laurent                   | LT-LNÉ         | 908          | 1,68         |             |             |  |
|                | Maryline Kergreis               | LO             | 652          | 1,2          |             |             |  |
|                |                                 |                |              |              |             |             |  |
| Inscrits       | Inscrits                        | Inscrits       | 90 614       | 100,00       | 90 614      | 100,00      |  |
| Abstentions    | Abstentions                     | Abstentions    | 34 936       | 38,55        | 35 921      | 39,64       |  |
| Votants        | Votants                         | Votants        | 55 678       | 61,45        | 54 693      | 60,36       |  |
| Blancs et nuls | Blancs et nuls                  | Blancs et nuls | 1 511        | 2,71         | 2 178       | 3,98        |  |
| Exprimés       | Exprimés                        | Exprimés       | 54 167       | 97,29        | 52 515      | 96,02       |  |

#### Deuxième circonscription (Romorantin-Lanthenay)
| Candidat       | Candidat                             | Parti          | Premier tour | Premier tour | Second tour | Second tour |  |
| Candidat       | Candidat                             | Parti          | Voix         | %            | Voix        | %           |  |
| -------------- | ------------------------------------ | -------------- | ------------ | ------------ | ----------- | ----------- |  |
|                | Patrice Martin-Lalande sortant réélu | UMP            | 22 643       | 45,34        | 26 735      | 55,15       |  |
|                | Jeanny Lorgeoux                      | PS             | 14 375       | 28,79        | 21 745      | 44,85       |  |
|                | Jean-Pierre Albertini                | UDF–MoDem      | 4 161        | 8,33         |             |             |  |
|                | Alain Retsin                         | FN             | 2 544        | 5,09         |             |             |  |
|                | Jean-Claude Delanoue                 | PCF            | 1 179        | 2,36         |             |             |  |
|                | Philippe Gauthier                    | Les Verts      | 1 084        | 2,17         |             |             |  |
|                | Valérie Clement                      | CPNT           | 944          | 1,89         |             |             |  |
|                | Elsa Petit-Hassan                    | LCR            | 841          | 1,68         |             |             |  |
|                | Jeannine Houry                       | MPF            | 603          | 1,21         |             |             |  |
|                | Dominique Aubrun                     | LO             | 422          | 0,85         |             |             |  |
|                | Étienne Bourgeois                    | MÉI            | 420          | 0,84         |             |             |  |
|                | Gérard Viginier                      | MNR            | 284          | 0,57         |             |             |  |
|                | John Derre                           | Divers         | 239          | 0,48         |             |             |  |
|                | Claude Lecaille                      | Divers         | 199          | 0,4          |             |             |  |
|                |                                      |                |              |              |             |             |  |
| Inscrits       | Inscrits                             | Inscrits       | 80 085       | 100,00       | 80 085      | 100,00      |  |
| Abstentions    | Abstentions                          | Abstentions    | 29 250       | 36,52        | 30 087      | 37,57       |  |
| Votants        | Votants                              | Votants        | 50 835       | 63,48        | 49 998      | 62,43       |  |
| Blancs et nuls | Blancs et nuls                       | Blancs et nuls | 897          | 1,76         | 1 518       | 3,04        |  |
| Exprimés       | Exprimés                             | Exprimés       | 49 938       | 98,24        | 48 480      | 96,96       |  |

#### Troisième circonscription (Vendôme)
| Candidat       | Candidat                    | Parti                      | Premier tour | Premier tour | Second tour | Second tour |  |
| Candidat       | Candidat                    | Parti                      | Voix         | %            | Voix        | %           |  |
| -------------- | --------------------------- | -------------------------- | ------------ | ------------ | ----------- | ----------- |  |
|                | Maurice Leroy sortant réélu | NC                         | 16 312       | 36,54        | 24 707      | 58,29       |  |
|                | Marie-Hélène Vidal          | PS                         | 9 816        | 21,99        | 17 676      | 41,71       |  |
|                | Jean-Yves Narquin           | Divers droite (Maj. prés.) | 8 420        | 18,86        |             |             |  |
|                | Jeanne Dumont               | FN                         | 2 439        | 5,46         |             |             |  |
|                | Patrick Callu               | PCF                        | 2 240        | 5,02         |             |             |  |
|                | Florent Grospart            | Les Verts                  | 1 746        | 3,91         |             |             |  |
|                | Fabien Poidevin             | LCR                        | 1 059        | 2,37         |             |             |  |
|                | Claude Bonnin               | CPNT                       | 805          | 1,8          |             |             |  |
|                | Christine Spitz             | MPF                        | 739          | 1,66         |             |             |  |
|                | Éric Labbé                  | Divers                     | 535          | 1,2          |             |             |  |
|                | Alain Lombard               | LO                         | 528          | 1,18         |             |             |  |
|                |                             |                            |              |              |             |             |  |
| Inscrits       | Inscrits                    | Inscrits                   | 70 851       | 100,00       | 70 851      | 100,00      |  |
| Abstentions    | Abstentions                 | Abstentions                | 25 058       | 35,37        | 26 426      | 37,3        |  |
| Votants        | Votants                     | Votants                    | 45 793       | 64,63        | 44 425      | 62,7        |  |
| Blancs et nuls | Blancs et nuls              | Blancs et nuls             | 1 154        | 2,52         | 2 042       | 4,6         |  |
| Exprimés       | Exprimés                    | Exprimés                   | 44 639       | 97,48        | 42 383      | 95,4        |  |